# Corpo valdostano dei vigili del fuoco
Il Corpo Valdostano dei Vigili del Fuoco, in francese Corps Valdôtain des Sapeurs-Pompiers, è un corpo regionale dei vigili del fuoco che sostituisce nel territorio valdostano il Corpo nazionale dei vigili del fuoco nei compiti istituzionali di contrasto agli incendi, difesa civile e soccorso pubblico.

## Storia
Il Corpo nazionale dei vigili del fuoco viene sostituito da quello Valdostano il 1º gennaio 2000 con la legge regionale nº7/1999, e vede transitare il personale professionista alle dipendenze del Ministero dell'Interno a quelle della Regione Autonoma Valle d'Aosta.

## Organizzazione
Il Corpo Valdostano dei Vigili del Fuoco possiede una propria ed autonoma catena di comando; per i compiti di protezione civile il Corpo prende direttive dal coordinatore regionale del Dipartimento di Protezione Civile, mentre i servizi di soccorso tecnico urgente e di estinzione degli incendi su tutto il territorio regionale sono coordinati dal comandante del Corpo.
Il Corpo Valdostano è diviso in due aree:
1. Professionista: personale permanente del Corpo che svolge incarichi di sicurezza su tutto il territorio;
2. Volontaria: personale non permanente che interviene solo su allerta del comando che svolge anche compiti di protezione civile su direttive del sindaco del comune d'appartenenza del distaccamento o dal coordinatore regionale di Protezione Civile.

Le sedi professioniste del Corpo attualmente sono:
- Comando Regionale di Aosta;
- Distaccamento aeroportuale presso l'Aeroporto "Corrado Gex";
- Distaccamento di Courmayeur, costruito per l'esigenza di avere un pronto intervento al Traforo del Monte Bianco

## Reclutamento
Il reclutamento del personale avviene in modi completamente differenti per le due aree: quello professionista attraverso un concorso pubblico per titoli ed esami, mentre quello volontario richiede una domanda d'iscrizione dell'interessato nel registro del personale volontario (previo nulla osta dal comando del corpo).
A Saint-Christophe si situa la struttura di formazione « Sorreley-Meysattaz ».